# Société d'histoire de Chinon, Vienne & Loire
 (février 2023).
La Société d'histoire de Chinon, Vienne & Loire, anciennement Société des Amis du Vieux Chinon, est une société savante ayant le statut d'une association loi de 1901, constituée le 22 janvier 1905, enregistrée sous le no 0371000018, confirmée par publication au Journal officiel du 5 avril 1905. Elle a été reconnue d’utilité publique par décret du 21 décembre 1916.

## Historique
Par une assemblée générale extraordinaire en date du 14 décembre 2013, l'association a pris le nouveau nom de Société d’Histoire de Chinon, Vienne & Loire , accompagné en sous-titre des bannières Amis du vieux Chinon et Connaissance de Jeanne d’Arc. 
Son siège social est la Maison des États-Généraux à Chinon. Cet édifice du XVe siècle, propriété de la ville de Chinon, abrite leur bibliothèque mais aussi le Musée d'art et d'histoire dont ils sont les fondateurs.

## Actions de l'association
Depuis sa création, elle :
- dans le cadre d’un plan d’action visant à élargir son public, la société des « Amis du vieux Chinon » publie également un Bulletin hors-série thématique ayant pour vocation de réactualiser certains articles, désormais abondamment illustrés avec des éléments provenant des 5 000 éléments de son fonds iconographique ;
- organise des expositions, des conférences et des sorties culturelles.

### Articles Connexes
- Histoire d'Indre-et-Loire
- Liste de sociétés savantes d'histoire et d'archéologie en France
- Carroi-musée (Chinon)